# Crossosomataceae
Famille
Classification APG III (2009)
La famille des Crossosomataceae est constituée de plantes dicotylédones ; elle comprend une dizaine d'espèces réparties en 3 à 4 genres.
Ce sont des arbustes, parfois épineux, à feuilles caduques, des zones arides du sud-ouest des États-Unis et du Mexique.

## Étymologie
Le nom vient du genre type Crossosoma composé des mots grecs κρόσσος / krossos, bordure,
et σώμα / soma, corps, en référence aux arilles frangés des graines.

## Classification
La classification phylogénétique APG II (2003) et la classification phylogénétique APG III (2009) les situent dans l'ordre des Crossosomatales.

## Liste des genres
Selon Angiosperm Phylogeny Website (2 juin 2010) et ITIS (2 juin 2010) :
- Apacheria (en) C.T.Mason
- Crossosoma (en) Nutt.
- Glossopetalon (en) A.Gray

Selon NCBI (2 juin 2010) :
- Apacheria
- Crossosoma
- Glossopetalon
- Velascoa

Angiosperm Phylogeny Website (2 juin 2010) parle aussi de Velascoa, l'acceptant peut-être.

Selon DELTA Angio (2 juin 2010) :
- Apacheria
- Crossosoma
- Forsellesia
- Glossopetalon

## Liste des espèces
Selon NCBI (2 juin 2010) :
- genre Apacheria
  - Apacheria chiricahuensis
- genre Crossosoma
  - Crossosoma bigelovii
  - Crossosoma californicum
  - Crossosoma sp. OFP-2006
- genre Glossopetalon
  - Glossopetalon spinescens
- genre Velascoa
  - Velascoa recondita